# جیمز کیلبی
جیمز کیلبی (انگلیسی: James Kilby؛ زادهٔ ۱۹۶۳) ادمیرال نیروی دریایی ایالات متحده آمریکا است، که از ژانویه ۲۰۲۴ به‌عنوان چهل و سومین جانشین فرمانده نیروی دریایی آمریکا فعالیت می‌کند و با حفظ سمت، از فوریه ۲۰۲۵ سرپرست فرمانده عملیات نیروی دریایی آمریکا است.
کیلبی فعالیت نظامی را از سال ۱۹۸۶ در نیروی دریایی آمریکا آغاز کرد. وی از ۲۰۱۴ تا ۲۰۱۶ فرمانده مرکز توسعه نبردهای سطحی و مین دریایی بود، از ۲۰۱۶ تا ۲۰۱۷ فرماندهی گروه ۱ ضربت دریایی را برعهده داشت، در فاصله سال‌های ۲۰۱۷ تا ۲۰۱۹ به‌عنوان مدیر جنگ یکپارچه نیروی دریایی آمریکا فعالیت می‌کرد و از ۲۰۱۹ تا ۲۰۲۱ معاون عملیات نیروی دریایی در مورد الزامات و قابلیت‌های جنگی نیروی دریایی بود.